# Terrenove
Terrenove è una frazione del comune italiano di Marsala, in Sicilia. Distante circa 8 km dal centro cittadino, insieme alle contrade di Bambina, Berbaro, Berbarello, Pastorella, Ventrischi, Ponte Fiumarella e Fossarunza costituisce un quartiere periferico di Marsala di circa 7.000 abitanti. Nel territorio della frazione ricade la zona balneare sud di Marsala e la fiumara del torrente Sossio.
Il nome della località deriva con probabilità dal risanamento di terre paludose avvenuto nel XIX secolo.